# Circe Maria Fernandes Bittencourt
Circe Maria Fernandes Bittencourt (Ribeirão Preto, São Paulo, 15 de agosto de 1945) é uma historiadora, pesquisadora, professora e escritora brasileira. A pesquisadora trouxe contribuições importantes para a reflexão sobre as possibilidades e barreiras no ensino de história, principalmente sobre a construção e usos dos livros didáticos.  Ela também se dedicou a trabalhos vinculados à história indígena, os quais têm como destaque a busca por um maior protagonismo histórico de grupos indígenas.

## Biografia
Nascida em uma família de classe média do interior paulista, mudou-se de sua cidade natal, Ribeirão Preto, para a capital, São Paulo, aos quatro anos de idade. Seu pai, advogado e funcionário da Caixa Econômica Federal, e sua mãe, dona de casa, decidiram pela mudança em busca de oferecer melhores condições de estudos para ela e seu irmão. 
Por influência materna, estudou no colégio católico São José, no centro de São Paulo. A escola tinha uma rígida disciplina e o ensino das diferentes línguas como um aspecto de destaque da instituição.
Desejando atuar como professora, Bittencourt decidiu cursar História após terminar o curso Clássico em 1963. Inicialmente, desejava estudar Filosofia, já que se interessava pelas diversas abordagens da área. Contudo, após ter contato com uma professora que ofereceu outra visão da história brasileira, decidiu seguir na carreira de historiadora. Sobre isso, Circe Bittencourt afirmou em uma entrevista: "Foram aulas muito diferenciadas, em que a professora introduziu os alunos em estudos sobre problemas econômicos e sociais do Brasil, por meio de métodos de pesquisa, com atividades em grupo, em que líamos Caio Prado Jr. e Celso Furtado para apresentações de “seminários”, e lembro-me que coube ao meu grupo o estudo sobre a economia cafeeira".

## Vida acadêmica e profissional
Circe Bittencourt possui graduação em História pela Faculdade de Filosofia, Letras e Ciências Humanas - USP (1967), concluiu a pós-graduação em Metodologia e Teoria de História no ano de 1969, também pela FFLCH - USP, onde também realizou mestrado, entre os anos de 1985 e 1988, e doutorado, entre os anos de 1988 e 1993, em História Social. Em 1994, realizou pós-doutorado na Université Paris Descartes, posteriormente conhecida como Université Paris Cité. 
Atuou como professora no ensino básico durante o período da ditadura militar brasileira.  Em meados da década de 80, passou a integrar o corpo docente da Faculdade de Educação da Universidade de São Paulo (FEUSP), onde foi responsável por desenvolver disciplinas e projetos vinculados ao ensino de história e história da educação. Uma das atividades desenvolvidas por ela foi a Biblioteca do Livro Didático (BLD) e o banco de dados LIVRES, referente aos livros didáticos brasileiros de 1810 aos dias atuais.
Aposentou-se da Universidade de São Paulo (USP) no fim da década de 90, mas mantém sua atuação em diferentes pesquisas.

## Contribuições
Como pesquisadora, Bittencourt desenvolveu pesquisas vinculadas aos povos originários e a história da educação. Também, a partir de sua experiência no ensino básico durante a ditadura brasileira, a docente se tornou uma das referências entre professores e pesquisadores que participaram da reorganização dos currículos de História em São Paulo após o período autoritário.
Nos estudos desenvolvidos pela historiadora na área do ensino, foi feita uma extensa análise dos livros didáticos e manuais. Influenciada pela ampliação das pesquisas sobre didáticos na academia brasileira, e pela corrente historiográfica predominante no fim dos anos 80, que propunha analisar a história a partir dos aspectos culturais, Circe Bittencourt entendeu os livros didáticos como frutos dos seus respectivos contextos de produção, ou seja, como fontes históricas. Partindo dessa perspectiva, demonstrou-se em sua tese de doutorado (publicada em forma de livro em 2008), que esses materiais não reproduzem um conhecimento absoluto ou único. Ficou evidente que os livros podem ser influenciados por diferentes aspectos, como o mercado editorial, as concepções sociais e os usos que professores e alunos podem fazer desse item. 
Bittencourt também trabalhou como os manuais são ferramentas que contribuíram para construir uma memória nacional, ou seja, ajudam a determinar quais eventos são considerados mais ou menos importantes para uma nação. Consequentemente, refletiu como os didáticos podem ser usados como mecanismos de reprodução de determinados padrões de civismo e de identidade nacional. 
Através de suas pesquisas, ela apontou que a presença dos povos originários nos livros didáticos é quase ausente, ou é relegada a uma visão esteriotipada e definida pela história do encontro entre europeus e os povos ameríndios. Seus projetos, como o livro feito em conjunto com o povo Terenas e o dossiê feito na Associação Nacional de Professores de História (ANPUH), foram importantes ferramentas para a divulgação de outras narrativas da história indígena. A partir desses trabalhos, Bittencourt procurou apresentar o protagonismo dos povos originários na história brasileira, indicar caminhos para os professores do ensino básico sobre os estudos da história indígena, tendo em vista a lei 11.645 de 2008, e estimular uma reflexão histórica crítica à historiografia oficial.
Dessa forma, a historiadora desenvolveu reflexões de grande relevância sobre a história indígena e o ensino de história em suas obras, tornando-as importantes ferramentas para análise histórica.

## Projetos de pesquisa
- Saberes e práticas em fronteiras: por uma história transnacional da educação (FAPESP; 2019).

- História nos livros didáticos: configurações curriculares do século XIX ao século XXI (FAPESP; 2019).
- Educação e Memória: organização de acervos de livros didáticos (FAPESP; 2019).

## Principais obras
Dentre as vastas contribuições de Bittencourt, algumas de suas obras são:  
BITTENCOURT, C. M. F.. Ensino de História fundamentos e métodos. 5. ed. São Paulo: Cortez Editora, 2018. v. 1. 327p .
BITTENCOURT, C. M. F.. História do ensino de leitura e escrita: métodos e material didático. 1. ed. EDITORA UNESP, 2014. 250p .
BITTENCOURT, C. M. F.. A escola como objeto de estudo: escola, desigualdades e diversidades. 1. ed. Junqueira & Marin Editores, 2014. 272p .
BITTENCOURT, C. M. F.. Ensino de História: fundamentos e métodos. 3ª. ed. São Paulo: Cortez, 2009. v. 01. 408p .
BITTENCOURT, C. M. F.. LIVRO DIDÁTICO E SABER ESCOLAR 1810-1910. 1. ed. Belo Horizonte: Autêntica Editora, 2008. v. 1. 239p .
BITTENCOURT, C. M. F.; DIVERSOS, (Org.) . Dicionário de datas da História do Brasil.. 1. ed. São Paulo: Contexto, 2007. v. 1. 304p .
BITTENCOURT, C. M. F.. Leituras Escolares em Portugal e no Brasil. São Paulo: FINEP/FEUSP, 2002.
BITTENCOURT, C. M. F.; LADEIRA, Maria Elisa . História do povo Terena. 1. ed. Brasília: MEC/CTI, 2000. v. 1. 156p .
BITTENCOURT, C. M. F.. O saber histórico na sala de aula. 1. ed. São Paulo: Contexto, 1997. v. 01. 175p .
BITTENCOURT, C. M. F.; IOKOI, Zilda M. G. (Org.) . Educação na América Latina. 1. ed. Rio de Janeiro, São Paulo: Expressão e Cultura, EDUSP, 1996. v. 1. 315p .
BITTENCOURT, C. M. F.. Um projeto... tantas visões. Educação ambiental na escola pública. São Paulo: AGB, 1996.
BITTENCOURT, C. M. F.. Anais do IIº Encontro Perspectivas do Ensino de História. São Paulo: FEUSP/CNPq, 1996. 797p .
BITTENCOURT, C. M. F.. Pátria, Civilização e Trabalho - O Ensino de Historia Nas Escolas Paulistas - 1917-1939. 1. ed. São Paulo: Loyola, 1990. 227p .
BITTENCOURT, C. M. F.; FREITAS, E. F. ; BATISTA, Joice A. . Era Uma Vez Um Núcleo de Colonização: Um Estudo do Espaço Social de Vila Paulista - MT. 1. ed. CUIABA-MT: UFMT/PROED, 1988. v. 01. 88p .